# Joyes (warenhuis)
Joyes was een klein warenhuis in Grays in het Engelse graafschap Essex.
Arthur Edgar Joyes werd in 1876 in Storrington geboren en ging naar het gymnasium. Na het afronden van zijn opleiding leerde Arthur het textielvak als assistent in een winkel in Dorking. Later verhuisde hij naar Essex, waar hij zijn vrouw Mary Ann ontmoette, die ook in de textielhandel werkte. In 1900 trouwden ze en openden ze een kleine textielwinkel op 4-6 New Road, Grays. Ze kregen al snel gezelschap van Mary's zus, die naaister was en van een vrouwelijke assistente die boven de winkel woonde.
Vanwege de goede ligging naast de Market Square en de het treinstation van Grays, breidde de winkel zich uit van een textielwinkel tot een klein warenhuis dat zich uitstrekte langs New Road tot nummer 20. Toen Arthur met pensioen ging, werd de leiding overgedragen aan zijn zoon Ronald. De winkel gebruikte een buizenpostsysteem voor betalingen, wat leidde tot een melkglazen kassiersruimte.
Het stadscentrum van Grays veranderde in de jaren 1970 door moderniseringen en de bouw van een nieuw winkelcentrum met een overdekt gedeelte waar de markt naar toe verhuisde. Met de verplaatsing van de markt verloor het gebied ten zuiden van de spoorlijn klandizie en in 1975, het 75-jarig jubileumjaar van de winkel, werd de zaak gesloten.